# شهرستان زاویالوفسکی (اودمورتیا)
شهرستان زاویالوفسکی (به لاتین: Zavyalovsky District) یک شهرستان در روسیه است که در اودمورتیا واقع شده‌است.